# Iwona Węgrowska
Iwona Węgrowska (Żory, 17 maggio 1982) è una cantante polacca.

## Biografia
Iwona Węgrowska si è avvicinata alla musica frequentando, dall'età di 7 anni, lezioni di canto e di chitarra classica. Da bambina ha partecipato a vari concorsi musicali e ha fondato insieme ai dei compagni di scuola il gruppo Żmije. Nel 1994, insieme ad un'amica, ha iniziato a cantare nel suo secondo gruppo, gli Iwmar.
Nel 2002 ha avviato la sua carriera professionale nel gruppo Abracadabra, poi rinominato in Abra. Con loro ha pubblicato due album: Abra! nel 2004, e Czekam na miłość nel 2005. Con la canzone Piosenka bez tytulu gli Abra sono arrivati terzi alla preselezione polacca per l'Eurovision Song Contest 2005. Il gruppo si è sciolto nel 2007.
La cantante ha quindi avviato la sua carriera come solista con l'album di debutto eponimo, uscito nel 2008, che le ha fruttato una vittoria all'edizione successiva degli Eska Music Awards per il debutto radiofonico dell'anno. A febbraio 2010 ha ritentato la selezione eurovisiva nazionale con il brano Uwięziona. Si è posizionata 3ª su dieci finalisti per volere del televoto. Il suo secondo album, Dzielna, è uscito nell'autunno successivo.

## Discografia

### Album in studio
- 2008 – Iwona Węgrowska
- 2010 – Dzielna

### Singoli
- 2008 – 4 lata
- 2009 – Kiedyś zapomnę
- 2009 – Zatem przepraszam
- 2010 – Rozmowa z aniołem
- 2010 – Uwięziona
- 2010 – Jak diament (con Magda Femme)
- 2010 – Dzielna
- 2012 – Jestem
- 2013 – Las Vegas/Paris
- 2014 – Atak serca (feat. Liroy)
- 2014 – Kocham inaczej
- 2015 – Licznik strat
- 2015 – Biegnijmy w stronę słońca (feat. DKA)
- 2016 – Walcz
- 2017 – Alone
- 2017 – Tańczę dla Ciebie
- 2019 – Kobiecy świat

#### Come featuring
- 2008 – Pokonaj siebie (Feel feat. Iwona Węgrowska)
- 2009 – Magiczna moc (Piotr Rubik feat. Iwona Węgrowska)